# Korai újkor
A korai vagy kora újkor az újkor első szakasza, átmeneti korszak a középkor és a modern kor között. A 15. század második fele–18. század közötti időszakot öleli fel Európa történetében. A korai újkor első felét (a 15. század második és a 17. század első fele) egyes országokban az európai reneszánsz korához sorolják, míg a marxista felfogás a középkor utolsó szakaszának tartotta. Máshol a reneszánsz, mint korszak csak a művészettörténetben használatos.
A 15. század közepére Európa legfejlettebb államai a legtöbb területen már túlléptek a hagyományos középkori felfogáson, Leonardo Bruni a neves történész, 1442-ben már megfigyelte, hogy az uralkodó eszme immár a folytonos fejlődés, megújulás eszméje. Különösen a fekete halál óta gyorsult fel a főleg a városokban a tudomány fejlődése, ami a modern, európai könyvnyomtatás segítségével újabb döntő mérföldkőhöz érkezett, számos önálló szellemi műhely jött létre. A genovai hajózási tudomány révén Portugália (Tengerész Henrik) elindította a felfedezések sorát, hatalmas gazdagság áramlott be Indiából. Ettől a korszaktól kezdve általánosan elfogatottá vált a szabad kereskedelmi kapitalizmus (angolul: merchant capitslism), ami évszázadokra, egészen a 18. század második feléig, a modern korra jellemző ipari kapitalizmus kialakulásáig döntő mértékben meghatározta a gazdaság alakulását.
A korszak kezdetének atlantista felfogású dátuma 1492, Amerika felfedezése, a korszak végének pedig általában a francia forradalom kitörését (1789) vagy a 18–19. század fordulóját teszik.
A korai újkorra jellemző, hogy Európa nyugati felén mindinkább áthelyeződött a politikai-gazdasági súlypont a német és észak-olasz területekről az Atlanti-óceánnal határos spanyol, portugál, angol és francia valamint a németalföldi területekre.
A korszakot jellemzi a nyugat-európai városi polgárság gazdasági megerősödése és a reformáció elterjedése. Nyugat-Európa és elsősorban az amerikai földrész történetében ez a gyarmatosítás korszaka. A szellemi-művészeti mozgalmak szempontjából a korai újkor az európai reneszánsz (Itáliában a késő reneszánsz), majd a barokk stílus, végül a felvilágosodás korszaka.
A magyar történelemben a 16–17. század a török hódoltság, a három részre szakadt Magyarország és az Erdélyi Fejedelemség kora, valamint a magyarországi reformáció fénykora. A 18. század a Habsburg-abszolutizmus fénykora.

## 16–17. század

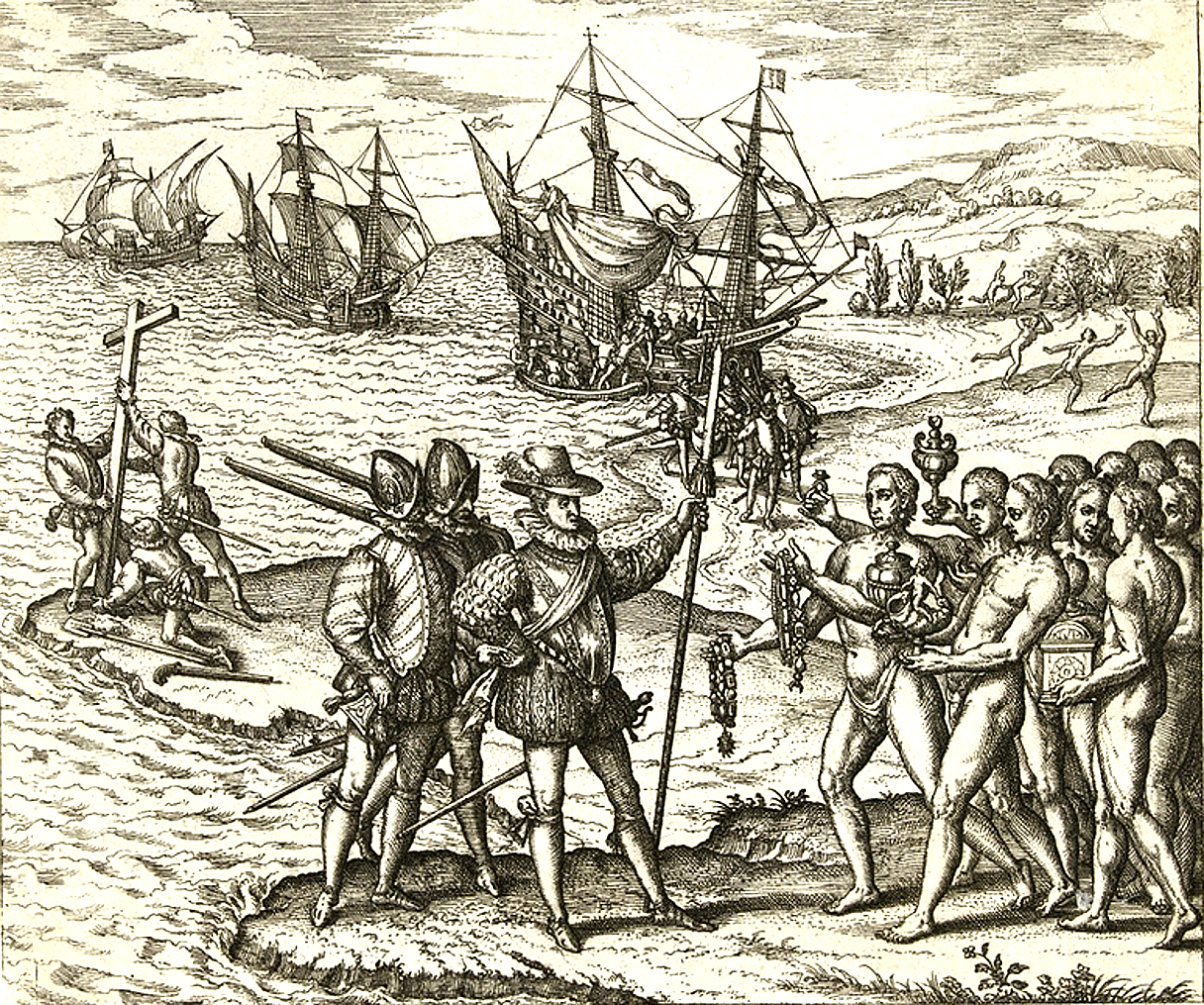
Kolumbusz Kristóf megérkezése Hispaniola (La Isla Española) szigetére 1492. december 5-én

### A gyarmatosítás és az új európai hatalmak
A nagy földrajzi felfedezések lezajlásával (15–16. század) a Föld civilizációinak addigi külön fejlődése véget ért és kialakult az egységes világ képe.

#### A nagy földrajzi felfedezések okai, előzményei
A fellendülő posztógyártás, és a szélesedő, ám veszélyeztetett távol-keleti kereskedelem egyre több pénzt igényelt (luxuscikkekért nemesfém-pénzzel fizettek, így kiáramlott), ezt az európai bányák már nem tudták fedezni. A török elfoglalja Konstantinápolyt (1453), így lefölözve a kereskedelem hasznát, ezért új útvonalak kellenek. Megvalósulnak a feltételek is: karavella, iránytű, Paolo dal Pozzo Toscanelli térképe és új elméletek (Ptolemaiosz-tétel).

#### A nagy földrajzi felfedezések és a gyarmatosítás következményei
A felfedezéseket követően a 16. század közepétől rohamosan emelkedtek a mezőgazdasági termékek árai (főleg a gabonaárak). Az iparcikkek iránt is megnőtt a kereslet, viszont nem olyan nagy mértékben, mint a mg-i termékek iránt. Az országok adottságai miatt kialakult a kontinentális munkamegosztás. A kelet-közép-európai országok tovább növelték mezőgazdasági termelésüket a nagyobb haszon reményében, ezzel viszont megszilárdult a földesurak hatalma, megmerevedett a feudalizmus, kialakult a második vagy örökös jobbágyság. A gyarmatok kifosztásának következtében az Újvilágból beáramló nemesfémtömeg még magasabbra emelte az árakat. A megnőtt szükségletek kielégítésére a céhes keretek alkalmatlanná váltak, mert lassan és drágán dolgoztak. Először észak-itáliai kereskedők alkalmazták a manufaktúra elődjének tekinthető kiadási-felvásárlási rendszert. Később elterjedtek a manufaktúrák, amelyeket vállalkozók hoztak létre. A manufaktúrák olcsóbban és nagyobb mennyiségben termeltek. A termelőeszközök viszont a tulajdonoséi voltak. Sok kézműves tönkrement, az élelmes kereskedő-vállalkozók kezén tőke halmozódott fel. Kereskedelmi társaságok jöttek létre Európában, és 1600-ban a Kelet-indiai Társaság is megalakult.

### A világgazdaság jellemzői
A nagy földrajzi felfedezések hatására Nyugat-Európa nagy mennyiségű élelmiszert igényelt, amit Kelet-Közép-Európából importáltak a nyugati országok, cserébe iparcikkeket szállítottak. Ezt a jelenséget nevezzük kontinentális munkamegosztásnak. Mivel Európába nagy mennyiségű arany és ezüst áramlott, a nemesfém értéke az élelmiszerekhez és iparcikkekhez képest csökkent, ez az úgynevezett árforradalom. Jelentősen megváltoztak a kereskedelmi útvonalak is, a kereskedelem az atlanti partvidékre terelődött át (Antwerpen, Anglia). Ugyanakkor a levantei útvonal fokozatosan tért vesztett (a török veszély miatt). Az újonnan felfedezett kontinenseket az európaiak gyors ütemben gyarmatosították, az őslakosságot leigázták. A gyarmati területeket nyersanyagfelvevő és késztermék felvevő piacoknak tekintették. Elsőként a spanyolok és a portugálok osztották fel Dél-Amerikát (1494, tordesillasi szerződés), később az angolok szereztek jelentős területeket Észak-Amerikában, Indiában. A gyarmati területekkel való kapcsolattartás során alakult ki a világkereskedelem, melynek központja Európa volt. Afrikából rabszolgákat, drágaköveket és elefántcsontot exportáltak, iparcikkért és fegyverekért cserébe. A rabszolgákat az amerikai ültetvényekre szállították. Innen nyersanyagot és nemesfémet exportáltak Európába, cserébe kész termékek érkeztek. Ez volt az úgynevezett kereskedelmi háromszög. A Távol-Keletről "luxuscikkek" (selyem, fűszerek, tea) érkeztek aranyért és fegyverekért.

### Reneszánsz
A reneszánsz (franciául renaissance, olaszul rinascimento, jelentése magyarul: újjászületés) a képzőművészetben 1420 körül alakult ki Firenzében, majd átterjedt egész Itáliára. Az Alpoktól északra fekvő európai területeken csak 1500 után terjedt el. Tudományos forradalmat, művészeti átalakulást, megújulást hozó, meghatározó kulturális mozgalom volt Európa újkori történelmének hajnalán. Egyben művelődéstörténeti és művészettörténeti korszak is, amely a középkor végét és az újkor elejét (korai újkor) felölelő átmeneti időszakra esik. A reneszánsz kezdetét Itáliában a 14. századra, Európa többi részén többnyire a 16. századra teszik. A reneszánsz stílus ezenkívül a művészettörténetben jellegzetes korstílust is jelöl, a reneszánsz szó jelentése újjászületés.

### Reformáció
1517. október 31-én Wittenbergben (Németország) egy szerzetes, Luther Márton nevezetes tettet hajtott végre:a helyi vártemplom kapujára kitűzött egy 95 pontból álló vitairatot, amely azután alapjaiban rengette meg a korabeli világot.
A vitairat javaslatokat tartalmazott, hogyan kellene megújítani (innen származik a református kifejezés, hiszen a reform újítást jelent)az erkölcsiben igencsak megromlott katolikus egyház tekintélyét.
Luther szerint:
- az egyháznak ne legyen vagyona.
- nincs szükség közvetítőre Isten és az ember között, tehát nem kellenek papok, szerzetesek, sőt magára a pápára sincs szükség.
- mindenki saját anyanyelvén olvashassa a Bibliát.

Legfontosabb tanítása, hogy a bűnt egyedül Isten bocsáthatja meg, és ember egyedül a hite által üdvözülhet.
A pápa eretneknek tartott nézeteiért kiátkozta Luthert, nézetei azonban szerte Európában népszerűek lettek, és megszületett a református vallás.A következő századokban véres vallásháborúk zajlottak a katolikus és a megreformált vallás hívei között.
Luther után reformációs tevékenységéhez Ulrich Zwingli Zürichben 1524-ben, Kálvin Genfben 1536-ban kezdett hozzá. Törekvéseik oly élénk visszhangra találtak, hogy az új tan különféle árnyalatai Európa legnagyobb részében gyorsan elterjedtek. 

## 18. század

### Kapitalista átalakulás
Angliában megkezdődtek a bekerítések (gyapjú iránti kereslet növekedése → juhtenyésztés szerepe megnő → közös földek kisajátítása). Ez a folyamat a 18. század közepéig tart, és megteremti az ipari forradalom gazdasági alapjának, a textilipar fejlődésének előfeltételeit. Megszülettek a véres törvények az elszegényedett parasztok bérmunkára kényszerítése érdekében. Kialakultak a tőkés termelés gazdasági és társadalmi előfeltételei, azaz a tőke és a bérmunkás (a marxizmus e folyamatot eredeti tőkefelhalmozásnak nevezi). Az eredeti tőkefelhalmozás az a folyamat, amelyben a kisárutermelő parasztokat és kézműveseket a termeléshez, létfenntartáshoz szükséges eszközeitől megfosztják. Ezzel párhuzamosan mások kezében felhalmozódik ez a termelőeszköz vagy az annak megvásárlásához szükséges pénzösszeg. Kialakultak a tőkés-bérmunkás kapcsolatok. A tőkés pénzt visz a piacra, és ott olyan árut vesz, amely a saját értékénél nagyobb értéket tud előállítani. Ez az áru a bérmunkások munkaereje. Bérmunkásokká azok a rétegek lettek, akik elvesztették minden termelőeszközüket, és kiszabadulva a céhes keretek közül, az iparosodó városokba kényszerültek (egykori jobbágyok és kézművesek). A munkabér és a megtermelt érték között különbözet az értéktöbblet, a tőkés haszna. Nyugat-Európában elkezdődik a gazdaság kapitalista átrendeződése.